# Ectemnia
Ectemnia is een muggengeslacht uit de familie van de kriebelmuggen (Simuliidae).

## Soorten
- E. invenusta (Walker, 1848)
- E. taeniatifrons (Enderlein, 1925)